# حقوق ال‌جی‌بی‌تی در سنگال
افراد لزبین، همجنسگرایان، دوجنسگرایان و تراجنسیتی‌ها (LGBT) در سنگال با چالش‌های قانونی که شهروندان غیر همجنس‌گرا تجربه نکرده‌اند، مواجه می‌شوند. سنگال طور خاص اعمال جنسی همجنسگرایان را غیرقانونی اعلام کرده و در گذشته، افراد متهم به همجنس‌گرایی را تحت تعقیب قرار داده‌است. افراد دگرباش جنسی با تبعیض معمول در جامعه روبرو هستند.
طبق پروژه مرکز تحقیقات پیو در سال ۲۰۱۳، ۹۷% از ساکنان سنگال معتقدند که همجنس‌گرایی روشی برای زندگی است که جامعه نباید آن را بپذیرد، رقمی بدون تغییر نسبت به سال ۲۰۰۷.

## قوانینی دربارهٔ فعالیت جنسی همجنسگرایان
فعالیت جنسی همجنسگرایان در سنگال غیرقانونی است. ماده ۳۱۹ در قانون مجازات سنگال موارد زیر را بیان می‌کند:
Sans préjudice des peines plus grabs prévues par les alinéas qui précèdent ou par les articles 320 and 321 du présent Code, sera puni d'un burgunement dun à cinq ans et d'une amende de 100،۰۰۰ à 1.500.000 franc, quiconque aura commis un acte impudique ou contre nature avec un individu de son sexe. Si l'acte a été commis avec un mineur de 21 ans, le maximum de la peine sera toujours prononcé.

ماده ۳۱۹ برگردان به فارسی، موارد زیر را بیان می‌کند:
بدون تعصب به مجازات‌های جدی‌تر در بند قبلی یا با مواد ۳۲۰ و ۳۲۱ از این قانون، هر کسی که مرتکب یک عمل نادرست یا غیرطبیعی با فردی از جنس مشابه خواهد شد با زندانی کردن بین یک و پنج سال و جریمه ۱۰۰٬۰۰۰ تا ۷۰۰ هزار فرانک جریمه خواهد شد. اگر این عمل با فردی زیر سن ۲۱ سالگی انجام شود، حداکثر جریمه باید اعمال شود.
در سال ۲۰۱۶، رئیس‌جمهور سنگال، مکی سال گفته‌است که هرگز رابطه جنسی همجنسگرایان را قانونی نخواهد کرد. وی گفت: «هرگز تحت اختیار من همجنسگرایی در سرزمین‌های سنگال قانونی نخواهد شد»

## شناخت روابط همجنسگرایان
زوج‌های همجنس خواه هیچ قانونی به رسمیت شناخته نمی‌شوند، چه به صورت ازدواج یا اتحادیه‌های مدنی.

## فرزندخواندگی کودکان
با توجه به اطلاعات منتشر شده در ژوئیه ۲۰۱۱ توسط وزارت امور خارجه ایالات متحده آمریکا، زوج برای حداقل پنج سال یا یک فرد مجرد که حداقل به سن ۳۵ سال سن دارد، واجد شرایط پذیرفتن یک کودک سنگال در صورتی که حداقل ۱۵ سال بین سن فرزند و سن فرزند خواندگی وجود داشته باشد، واجد شرایط است. قانون سنگال به‌طور خاص افراد همجنسگرا را وادار به پذیرفتن آن‌ها نمی‌کند.

## شرایط زندگی
در سال ۲۰۰۸، مجله Icone داکار گزارش و انتشار عکس‌هایی از ازدواج ادعایی همجنسگرایان را که در یک خانه خصوصی در سنگال اتفاق افتاده بود ، منتشر کرد. منصور دینگ، سردبیر مجله، ادعا کرد که پس از آن تهدید به مرگ شده‌است. پنج مرد در این عکس‌ها دستگیر شدند اما بعداً بدون اتهام آزاد شدند. مشخص نیست که این دستگیری‌ها ناشی از قوانین ضد همجنسگرایی سنگال بوده‌است یا تهدید به مرگ.

## جدول جمع‌بندی
| فعالیت قانونی جنسی مشابه                               | (مجازات: تا ۵ سال حبس و جزای نقدی) |
| سن برابر رضایت                                         | نه                                 |
| قوانین ضد تبعیض در گفتار نفرت و خشونت                  | نه                                 |
| قوانین ضد تبعیض در استخدام                             | نه                                 |
| قوانین ضد تبعیض در تهیه کالا و خدمات                   | نه                                 |
| ازدواج همجنسگرایان                                     | نه                                 |
| شناخت زوج‌های همجنس                                     | نه                                 |
| فرزندخواندگی فرزند خوانده توسط زوج‌های همجنس            | نه                                 |
| فرزندخواندگی مشترک توسط زوج‌های همجنس                   | نه                                 |
| همجنس گرایان و لزبین‌ها مجاز به خدمت علنی در ارتش هستند | نه                                 |
| حق تغییر جنسیت قانونی                                  | نه                                 |
| دسترسی به IVF برای لزبین‌ها                             | نه                                 |
| اجاره تجاری برای زوج‌های مرد همجنسگرا                   | نه                                 |
| MSM مجاز به اهدای خون است                              | نه                                 |

## یادداشت
1. ↑  متن رسمی بند سوم ماده 319 به زبان فرانسه (Code Penal Sénégal, p. 52